# Pusarla Venkata Sindhu
Pusarla Venkata Sindhu, plus simplement P.V. Sindhu, née le 5 juillet 1995 à Secunderabad en Inde est une joueuse professionnelle de badminton. À la suite de sa médaille d'argent aux Jeux olympiques d'été de 2016, sa popularité en Inde explose et elle devient en 2018 la sportive la mieux payée au monde hors tennis (septième tenniswoman comprise).

## Carrière

### Jeux olympiques
Pour sa 1re participation aux Jeux, en 2016 à Rio au Brésil, elle se qualifie pour la finale du simple dames contre la numéro un mondiale et championne du monde en titre, l'Espagnole Carolina Marín. Elle perd en 3 sets et remporte la médaille d'argent.
Lors de l'édition suivante à Tokyo, Pusarla Venkata Sindhu décroche la médaille de bronze. Elle s'incline en demi-finale contre la Taïwanaise Tai Tzu-ying, sur le score de 21-18, 21-12. Puis, lors du match pour la troisième place, elle bat la Chinoise He Bingjiao 21-13, 21-15.
Elle est nommée porte-drapeau de la délégation indienne aux Jeux olympiques de 2024 aux côtés du pongiste Sharath Kamal.

### Grands championnats

#### Championnats du monde
En 2013, pour sa 1re participation aux Championnats du monde, P.V. Sindhu décroche une médaille de bronze après sa défaite en demi-finale contre la Thaïlandaise Ratchanok Intanon qui remportera le titre.
L'année suivante elle échoue une nouvelle fois en demi-finale contre Carolina Marín qui remportera, là aussi, le titre.
À Jakarta en 2015, elle est éliminée en quart de finale par la Sud-coréenne Sung Ji-hyun.
Elle obtient finalement son premier titre mondial en simple à Bâle en 2019 face à la Japonaise Nozomi Okuhara.

#### Jeux asiatiques
Lors des Jeux asiatiques de 2014, elle est éliminée dès le deuxième tour du simple dames. Elle décroche le bronze dans la compétition par équipes.

#### Autres compétitions
Elle remporte la médaille de bronze aux Jeux du Commonwealth de 2014 après sa défaite en demi-finale contre la Canadienne Michelle Li. La même année, elle glane une nouvelle médaille de bronze lors des Championnats d'Asie de badminton.
Lors des Jeux sud-asiatiques de 2016 en Inde, P.V. Sindhu remporte deux médailles : l'argent en simple dames et l'or par équipe.

#### Par équipes
Lors de l'édition 2014 de l'Uber Cup, elle remporte la médaille de bronze après la défaite de son pays 3 à 2 contre le Japon. Deux ans plus tard, en 2016, elle remporte une nouvelle médaille de bronze après une défaite en demi-finale 3 à 0 contre la Chine, futur vainqueur de la compétition.

### Palmarès
| Année | Compétition             | Adversaire               | Score               | Résultat  |
| ----- | ----------------------- | ------------------------ | ------------------- | --------- |
| 2023  | Open d'Espagne          | Gregoria Mariska Tunjung | 08-21, 08-21        | Finaliste |
| 2022  | Open de Suisse          | Busanan Ongbamrungphan   | 21-16, 21-08        | Vainqueur |
| 2016  | Open GPG de Malaisie    | Kirsty Gilmour           | 21-15, 21-09        | Vainqueur |
| 2015  | Open du Danemark        | Li Xuerui                | 19-21, 12-21        | Finaliste |
| 2015  | Open de Macao           | Minatsu Mitani           | 21-9, 21-23, 21-14  | Vainqueur |
| 2014  | Open GPG d'Inde         | Saina Nehwal             | 14-21, 17-21        | Finaliste |
| 2014  | Open de Macao           | Kim Hyo-min              | 21-12, 21-17        | Vainqueur |
| 2013  | Open de Macao           | Michelle Li              | 21-15, 21-12        | Vainqueur |
| 2013  | Open GPG de Malaisie    | Gu Juan                  | 21-17, 17-21, 21-19 | Vainqueur |
| 2012  | Open GPG d'Inde         | Lindaweni Fanetri        | 15-21, 21-18, 18-21 | Finaliste |
| 2011  | Open des Pays-Bas       | Yao Jie                  | 16-21, 17-21        | Finaliste |
| 2011  | Indonesia International | Fransisca Ratnasari      | 21-16, 21-11        | Vainqueur |

## Vie privée
Les parents de P.V. Sindhu étaient des joueurs professionnels de volley-ball. Malgré cela, elle a choisi le badminton qu'elle aurait débuté vers l'âge de 8 ans.